# Ганькевич, Анатолий Борисович
Анато́лий Бори́сович Ганьке́вич (укр. Анатолій Борисович Ганькевич; 2(15)января 1912—11 сентября 1986) — директор Судостроительного завода имени 61 коммунара (1950—1959), а затем Черноморского судостроительного завода (1959—1979 год). Герой Социалистического Труда (1966).

## Биография
Родился 2 (15) января 1912 года в городе Николаев Херсонской губернии.
В 1929—1930 гг. ученик мастера, затем — мастер на городской телефонной станции. В феврале 1930 года поступил работать на судостроительный завод имени 61 коммунара учеником разметчика корпусного цеха. В 1931 году без отрыва от производства окончил фабрично-заводские технические курсы, а в 1938 году — вечернее отделение Николаевского кораблестроительного института. Работал кораблестроителем, гарантийным механиком, старшим строителем гарантийных судов, технологом механического цеха.
В августе 1941 года вместе с заводом эвакуировался в рабочий поселок Мордовщиково Горьковской области. Работал там на судоверфи заместителем начальника механического цеха, с 1943 года — начальником цеха.
В 1945 году вернулся в Николаев на судостроительный завод имени 61 коммунара. Работал начальником механического цеха, с 12 января 1948 года — начальником достроечного цеха.
С 1950 по 1959 год директор Судостроительного завода имени 61 коммунара. Под его руководством построены эскадренные миноносцы «Смекалистый», «Бедовый», «Пламенный» и «Прозорливый», сторожевые корабли типа «Горностай», китобойные суда типа «Мирный», спасательные суда типа СС-26.
С апреля 1959 по сентябрь 1979 года руководил Черноморским судостроительным заводом.
Член КПСС, делегат XXV съезда КПСС.

## Награды
- 1966 — золотая медаль «Серп и Молот» Героя Социалистического Труда.
- ордена Ленина (12.12.1960; 25.07.1966), Октябрьской Революции (25.03.1974), 2 ордена Трудового Красного Знамени (10.10.1950; 08.10.1970), орден «Знак Почёта» (25.01.1948).
- Государственная премия СССР (1977).
- Почётный гражданин Николаева.

## Память
- В его честь названа площадь в Николаеве.